# Дуллікен
Дуллікен (нім. Dulliken) — громада  в Швейцарії в кантоні Золотурн, округ Ольтен.

## Географія
Громада розташована на відстані близько 60 км на північний схід від Берна, 35 км на північний схід від Золотурна.
Дуллікен має площу 6 км², з яких на 27,5% дозволяється будівництво (житлове та будівництво доріг), 38,9% використовуються в сільськогосподарських цілях, 32,9% зайнято лісами, 0,7% не є продуктивними (річки, льодовики або гори).

## Демографія
2019 року в громаді мешкало 5082 особи (+8,8% порівняно з 2010 роком), іноземців було 44,2%. Густота населення становила 841 осіб/км².
За віковим діапазоном населення розподілялося таким чином: 18,8% — особи молодші 20 років, 61,6% — особи у віці 20—64 років, 19,6% — особи у віці 65 років та старші. Було 2211 помешкань (у середньому 2,3 особи в помешканні).
Із загальної кількості 1396 працюючих 24 було зайнятих в первинному секторі, 436 — в обробній промисловості, 936 — в галузі послуг.